# 森特 (印地安納州傑伊縣)
森特（英語：Center）是位於美國印地安納州傑伊縣的一個非建制地區。該地的面積和人口皆未知。